# Amblyraja doellojuradoi
Amblyraja doellojuradoi es una especie de pez de la familia de los Rajidae en el orden de los Rajiformes.

## Hábitat
Es un pez marino de Clima subtropical y demersal, que vive entre 92 y 128 m de profundidad.

## Distribución geográfica
Se encuentra en el océano Atlántico suroccidental (Argentina y Uruguay) y en el Pacífico suroriental (Chile).

## Observaciones
Es inofensivo para los humanos. 